# دوغلاس مايا
دوغلاس مايا (12 أبريل 1989 بأرابونغاس في البرازيل - ) هو لاعب كرة قدم برازيلي في مركز الوسط. لعب مع آود هيفرلي لوفين وأتلتيكو باراناينسي وأتلتيكو براغانتينو ونادي فلومينينسي ونادي كورومبا وNáutico Futebol Clube ‏ وBonsucesso Futebol Clube ‏.

## وصلات خارجية
- دوغلاس مايا على موقع قاعدة بيانات كرة القدم.إي يو (الإنجليزية)
- دوغلاس مايا على موقع Soccerway.com (الإنجليزية)
- دوغلاس مايا على موقع عالم كرة القدم.نت (الإنجليزية)